# Vincenzo Amendola
Pour les articles homonymes, voir Amendola.
Vincenzo « Enzo » Amendola, né le 22 décembre 1973 à Naples, est un homme politique italien, membre du Parti démocrate.

## Biographie
En 1992, il est élu conseiller municipal de Naples sur la liste du Parti démocrate de la gauche (PDS).
Il est élu député de Campanie lors des élections législatives de 2013 et siège jusqu'à la fin de la XVIIe législature en 2018.
Il est ministre des Affaires européennes du 5 septembre 2019 au 13 février 2021 dans le gouvernement Conte II puis secrétaire d'État avec les mêmes attributions dans le gouvernement Draghi jusqu'en octobre 2022.
Le 25 septembre 2022, il est de nouveau élu député, pour la circonscription du Basilicate.